# Gabrielė Gutkauskaitė

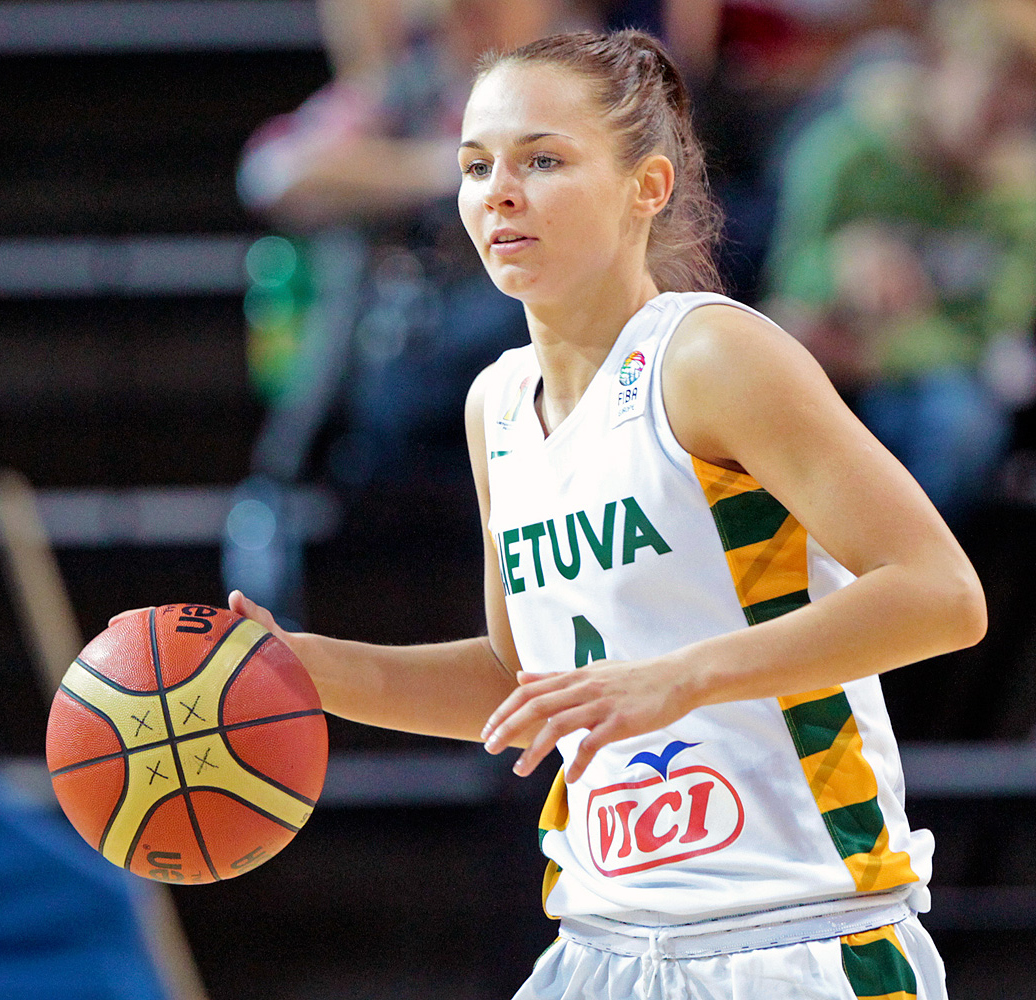

Gabrielė Gutkauskaitė, coniugata Šulskė (Šiauliai, 26 ottobre 1990), è una cestista lituana.

## Carriera
Con la Lituania ha disputato tre edizioni dei Campionati europei (2011, 2013, 2015).